# Суручены
Суручены (рум. Suruceni, Суручень) — село в Яловенском районе Молдавии. Относится к сёлам, не образующим коммуну.

## Этимология
Название Суручены произошло от турецкого слова, означающего «защитник леса».

## История
Годом возникновения Суручен считается 1462 год. Первое документальное упоминание о селе относится к 1528 году.
В 1785 году был заложен Свято-Георгиевский монастырь, функционирующий до сих пор.

## География
Село расположено на высоте 97 метров над уровнем моря в 10 км от Кишинёва.

## Население
По данным переписи населения 2004 года, в селе Суручень проживает 2791 человек (1401 мужчина, 1390 женщин).
Этнический состав села:
| Национальность | Число жителей | Процентный состав |
| -------------- | ------------- | ----------------- |
| молдаване      | 2560          | 91,72             |
| румыны         | 67            | 2,4               |
| цыгане         | 66            | 2,36              |
| украинцы       | 38            | 1,36              |
| русские        | 37            | 1,33              |
| гагаузы        | 7             | 0,25              |
| болгары        | 6             | 0,21              |
| прочие         | 10            | 0,36              |
| Всего          | 2791          | 100 %             |

## Экономика
На сегодняшний день в Сурученах существуют 484 крестьянских хозяйства. 610 из 1336 трудоспособных жителей заняты в сельском хозяйстве. Возделываемая площадь составляет 732 га, из которых 105 га — сады, 343 га — орошаемая земля и 284 га — виноградники. Традиционным занятием жителей села является виноделие.
На территории села работают 4 продовольственных магазина, 5 баров и кафетерий. В Сурученах работают предприятия: «Victoraş S.R.L.», «Plus Asconi S.A.», «Luceafărul», «Servis».
Работает Дом культуры, библиотека, лицей имени Иона Суручану и детский сад.

## Спорт
В Сурученах действует футбольный стадион «Сфынтул Георге», являющийся домашним для одноимённой футбольной команды.

## Известные жители
- Дионисий Суручану (1868—1943) — епископ измаильский.
- Ион Касиан Суручану (1851—1897) — бессарабский археолог.
- Дмитрий Суручану (1856—1902) — историк.
- Ион Суручану (род. 1949) — певец.
- Влад Дарие (род. 1952) — политик.
- Тудор Русу (род. 1948) — публицист.

## Галерея

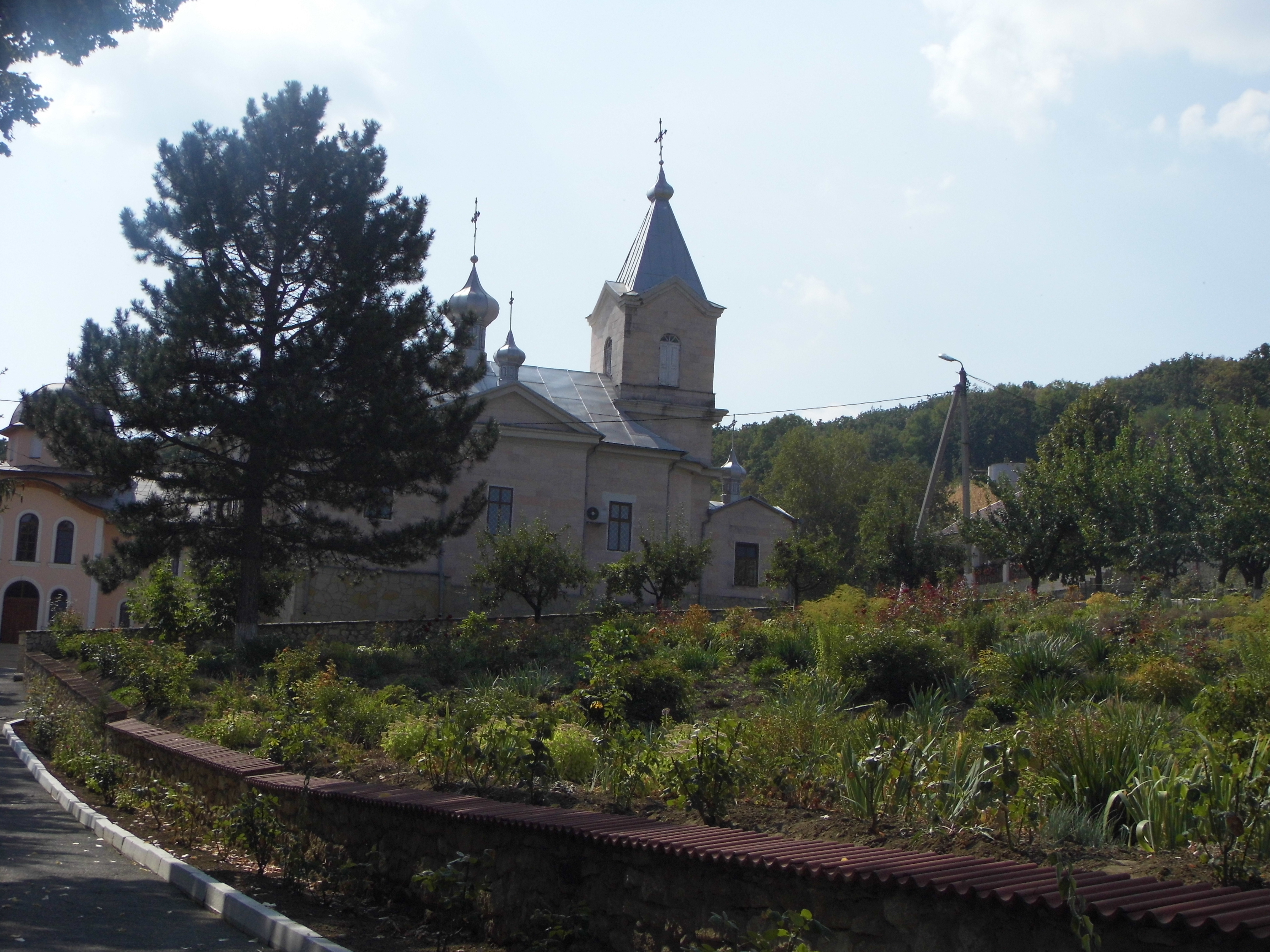
Монастырь Святого Георгия
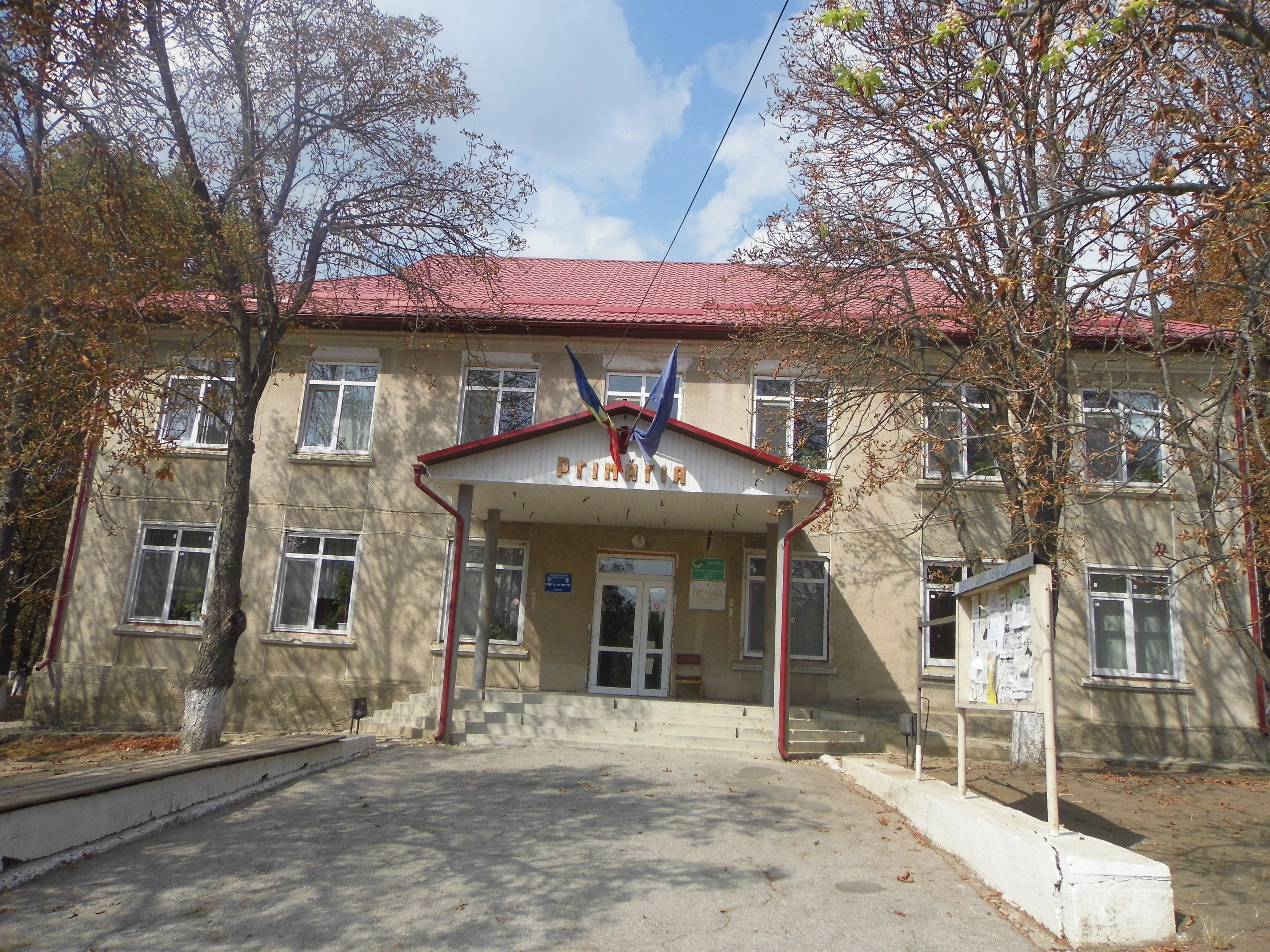
Примэрия села Суручены
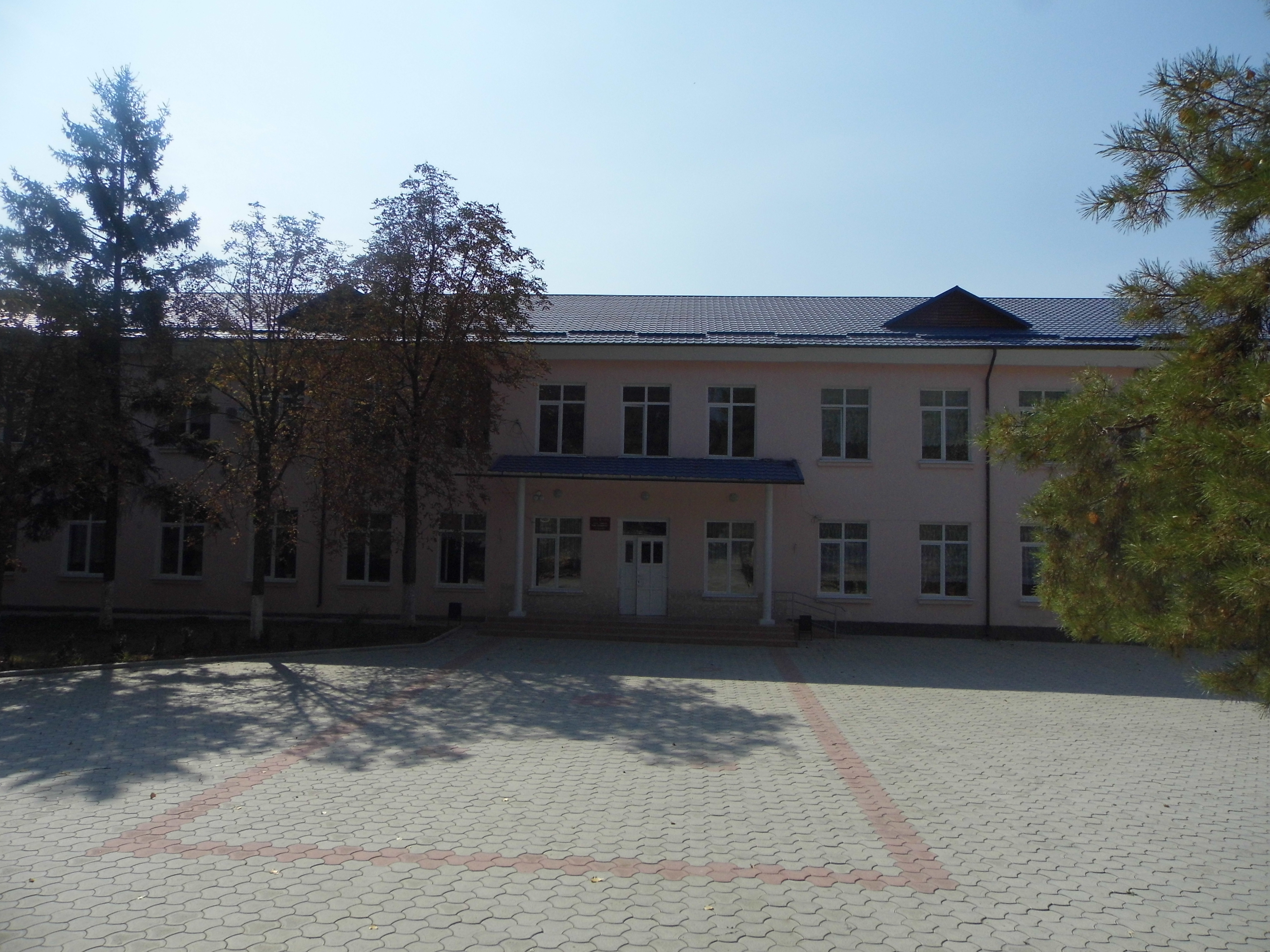
Лицей имени Иона Суручану
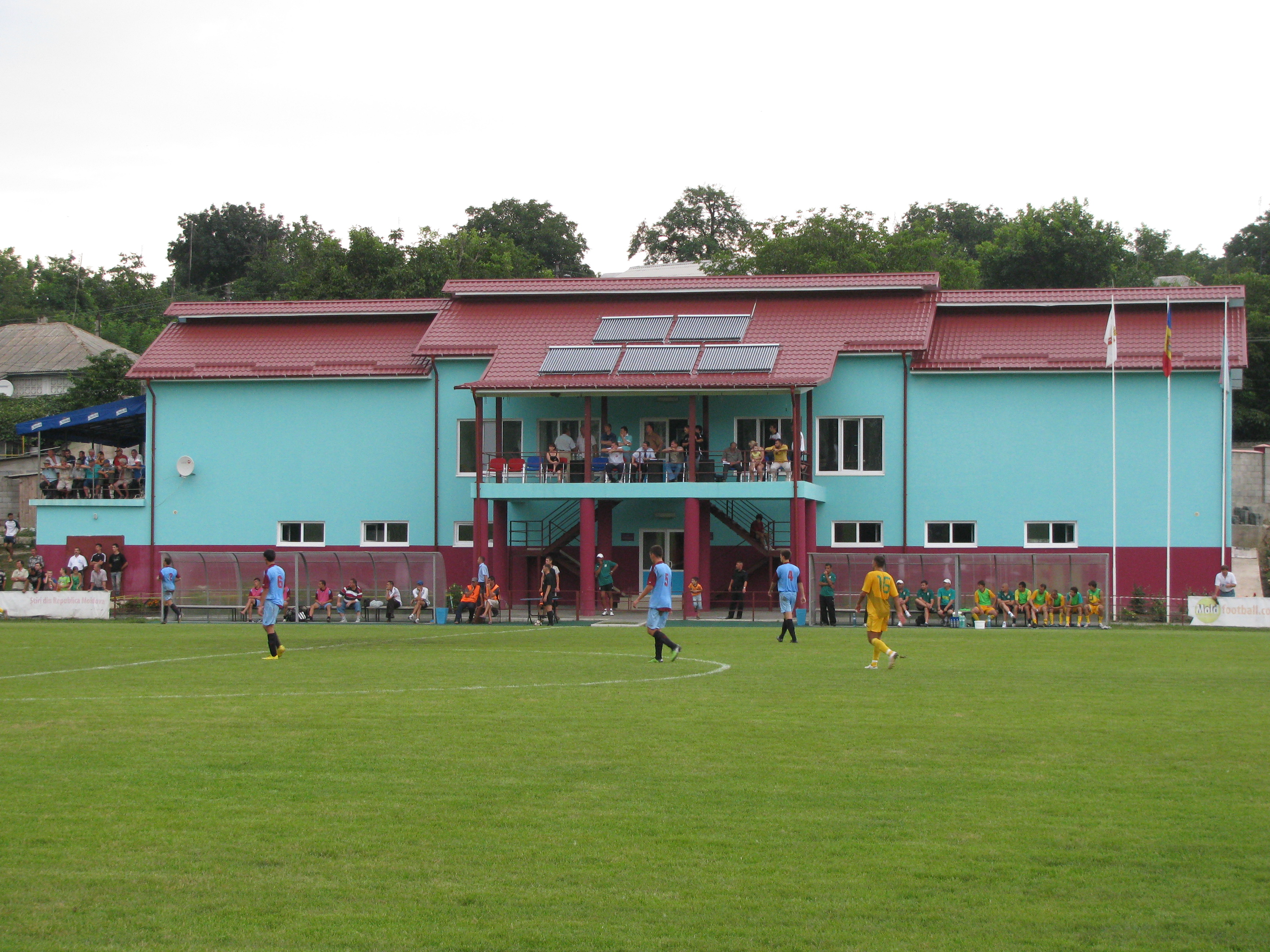
Футбольный стадион "Сфынтул Георге"